# Anders Birnen Bohnen

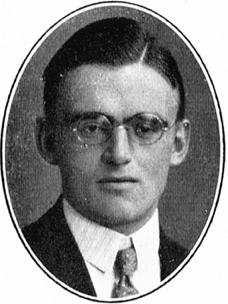
Anders Birger Bohlin

Anders Birger Bohlin (1898-1990) fue un paleontólogo sueco. Así como por sus trabajos en dinosaurios y mamíferos prehistóricos, Bohlin fue parte del grupo que estableció la existencia del Hombre de Pekín (Sinanthropus pekinensis), descubriendo un diente. En la década de 1950, la designación del Hombre de Pekín fue cambiada a Homo erectus.